# 96-та окрема розвідувальна бригада (РФ)
96-та окрема розвідувальна бригада (96 ОРБр, в/ч 52634) — з'єднання розвідувальних військ Збройних сил РФ чисельністю у бригаду. Дислокується у Сормовському районі Нижнього Новгорода. Перебуває у складі 1-ї танкової армії, Західний військовий округ.
У 2022 році підрозділи бригади брали участь у повномасштабному вторгненні Росії до України, де вели бої під Харковом.

## Історія
Була заснована 26 грудня 2015 року.
Брала участь в битві за Пальміру 2016 року в Сирії.
2 березня 2017 року, під час відбиття спроби прориву повстанців, загинув розвідник частини Артем Горбунов.

### Російське вторгнення в Україну 2022 року
У 2022 році підрозділи бригади брали участь у повномасштабному вторгненні РФ в Україну. Вони вели бої під Харковом.
26 березня 2022 року українські джерела повідомили про те, що в перші дні оборони Охтирки і боїв за Тростянець 93-тя бригада ЗСУ уразила командний пункт 96-ї окремої розвідувальної бригади разом із керівним складом.

## Командування
- полковник Валерій Вдовиченко.

## Склад
- Батальйон  радіоелектронної розвідки,
- розвідувальний батальйон,
- батальйон управління,
- ремонтна рота,
- рота матеріального забезпечення,
- загін психологічної боротьби,
- взвод радіаційної, хімічної та біологічної розвідки

## Втрати
Із відкритих джерел відомо імена 3 загиблих у війні у Сирії, та імена 19 загиблих у російсько-українській війні.